# 武村政春
武村 政春（たけむら まさはる、1969年10月 - ）は、日本の生物学者、東京理科大学理学部教授。分子生物学が専門だが、妖怪を生物学的に考察するなどの遊び本も執筆している。

## 経歴
三重県津市生まれ。1992年三重大学生物資源学部卒業、同大学院修士課程修了、1998年名古屋大学大学院医学研究科病理系専攻博士課程修了、医学博士。1998年名古屋大学医学部助手、2004年三重大学生命科学研究支援センター助手、2006年東京理科大学理学部講師、2008年准教授、2016年教授。

## 著書
- 『ろくろ首考 妖怪の生物学』文芸社 2002
- 『DNA複製の謎に迫る 正確さといい加減さが共存する不思議ワールド』講談社ブルーバックス 2005
- 『ろくろ首の首はなぜ伸びるのか 遊ぶ生物学への招待』新潮新書 2005
- 『DNAの複製と変容』新思索社 2006
- 『生命のセントラルドグマ RNAがおりなす分子生物学の中心教義』講談社ブルーバックス 2007
- 『脱DNA宣言 新しい生命観へ向けて』新潮新書 2007
- 『人間のための一般生物学』裳華房 2007
- 『一反木綿から始める生物学』ソフトバンク新書 2008
- 『文科系のためのDNA入門』ちくま新書 2008
- 『マンガでわかる分子生物学』咲良作画 オーム社 2008
- 『マンガでわかる生化学』菊野郎作画 オーム社 2009
- 『妖怪を科学する!』メディアファクトリー ナレッジエンタ読本 2009
- 『よくわかるDNAと分子生物学』日本実業出版社 ゼロからのサイエンス 2009
- 『DNA誕生の謎に迫る! 遺伝子の本体DNAはどうつくられたか?構造、進化、複製から起源の謎をひも解く!』ソフトバンククリエイティブ サイエンス・アイ新書 2010
- 『おへそはなぜ一生消えないか 人体の謎を解く』新潮新書 2010
- 『空想妖怪読本』メディアファクトリー 空想科学文庫 2011
- 『たんぱく質入門 どう作られ、どうはたらくのか』講談社ブルーバックス 2011
- 『DNAを操る分子たち エピジェネティクスという不思議な世界』技術評論社 知りたい!サイエンス 2012
- 『レプリカ= replica & replication 文化と進化の複製博物館』工作舎 2012
- 『新しいウイルス入門 単なる病原体でなく生物進化の立役者?』講談社ブルーバックス 2013
- 『世界は複製でできている 共通性から生まれる多様性』技術評論社 2013
- 『目からウロコの生命科学入門』ミネルヴァ書房 2013
- 『ベーシック生物学』裳華房 2014
- 『巨大ウイルスと第4のドメイン 生命進化論のパラダイムシフト』講談社ブルーバックス 2015
- 『生命はウイルスで進化した』講談社ブルーバックス　2017
- 『ヒトがいまあるのはウイルスのおかげ! ―役に立つウイルス・かわいいウイルス・創造主のウイルス』さくら舎 2019

### 共著・編著
- 『未確認生物学!』天野ミチヒロ共著 メディアファクトリー ナレッジエンタ読本 2008
- 『これからはじめる人のためのバイオ実験基本ガイド』編著 杉村和人,園田雅俊,村雲芳樹著 講談社 2010
- 『これだけはおさえたい!生命科学 身近な話題から学ぶ』奥田宏志,小野裕剛,高野雅子共著 実教出版 Primary大学テキスト　2010
- 『生命科学入門 理工系の基礎』池北雅彦,鳥越秀峰,田村浩二,水田龍信,橋本茂樹,太田尚孝,鞆達也,和田直之,松永幸大,吉澤一巳,鈴木智順,秋本和憲共著 丸善出版 2016

## 論文
- <武村政春

## 出演番組
- 又吉直樹のヘウレーカ!（NHK Eテレ、「インフルエンザに何度も”とりつかれる”のはなぜ？」2018年11月7日）　(再放送2020年3月4日)